# Jean Trémoulet

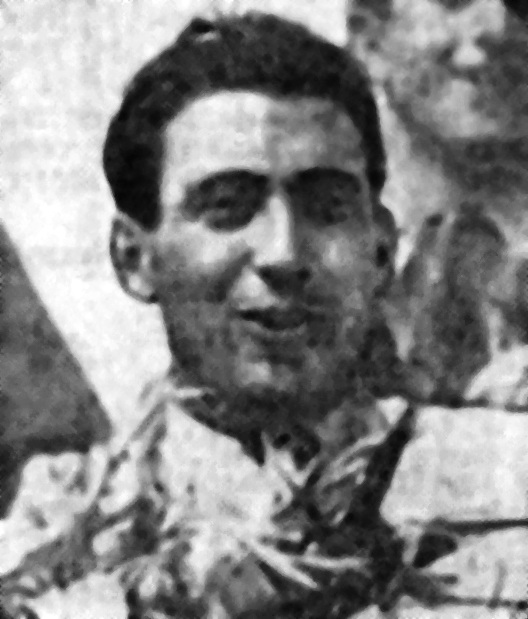
Jean Trémoulet 1938

Jean Trémoulet (* 12. April 1909 in Vézac; † 13. Oktober 1944 in Sagelat) war ein französischer Autorennfahrer und Mitglied der Résistance.

## Karriere
Jean Trémoulet kam erst spät zum Motorsport. Animiert wurde er von seinem Freund Eugène Chaboud, mit dem er in Paris eine Autowerkstatt betrieb und dessen Rennmechaniker er war. 1937 ging er, noch relativ unerfahren, gemeinsam mit Chaboud beim 24-Stunden-Rennen von Le Mans an den Start. Im Rennen war er in einen Massenunfall verwickelt.
In der neunten Runde kam der Franzose René Kippeurt mit seinem Bugatti Type 44 bei 150 km/h in der Passage Maison Blanche von der Strecke ab. Der Bugatti rutsche seitlich weg und überschlug sich mehrmals. Kippeurt wurde aus dem Fahrzeuge geschleudert. Mehrere Wagen fuhren auf. Zuerst der Deutsche Fritz Roth, der das Wrack streifte und über eine Böschung auf ein Feld rutschte. Der nächste war Pat Fairfield, der mit seinem BMW 328 das Wrack voll traf. Jean Trémoulet wurden mit seinem Delahaye 135CS in die Luft geschleudert, als er über Wrackteile fuhr. Auch Roger Caron und George Raphaël Béthenod de Montbressieux waren in den Unfall verwickelt. Kippeurt starb noch an der Unfallstelle und der ins Krankenhaus gebrachte Pat Fairfield erlag in der Nacht seinen schweren Verletzungen. Trémoulet hatte Schnittwunden im Gesicht und verlor einen Teil seines linken Ohrs.
Schon zwei Wochen später ging Trémoulet wieder an den Start und wurde gemeinsam mit Chaboud auf einem Delahaye 135CS Sechster beim Grand Prix de l’Automobile Club de France in Montlhéry.
1938 feierte er seinen größten Erfolg im Motorsport, als er, wieder mit Chaboud als Partner, das 24-Stunden-Rennen an der Sarthe gewann. Beim 24-Stunden-Rennen von Spa-Francorchamps im selben Jahr und dem 12-Stunden-Rennen von Paris fiel er aus. Auch beim Le-Mans-Rennen 1939 kam er nicht ins Ziel.

## Résistance
Im Zweiten Weltkrieg schloss sich Trémoulet der Résistance an. Er starb bei einem Motorradunfall im Oktober 1944.

## Statistik

### Le-Mans-Ergebnisse
| Jahr | Team           | Fahrzeug       | Teamkollege     | Platzierung | Ausfallgrund |
| ---- | -------------- | -------------- | --------------- | ----------- | ------------ |
| 1937 | Eugène Chaboud | Delahaye 135CS | Eugène Chaboud  | Ausfall     | Unfall       |
| 1938 | Eugène Chaboud | Delahaye 135CS | Eugène Chaboud  | Gesamtsieg  |              |
| 1939 | Jean Trémoulet | Talbot-Lago SS | Raoul Forestier | Ausfall     | Defekt       |